# ランダウ分布
ランダウ分布（英語: Landau distribution）はレフ・ランダウにその名をちなむ確率分布。裾が重いため平均や分散、モーメントは定義されていない。この分布は安定分布の特別なケースである。

## 定義
ランダウにより最初に書かれた確率密度関数は、複素積分により定義される。
{\displaystyle p(x)={\frac {1}{2\pi i}}\int _{a-i\infty }^{a+i\infty }e^{s\log(s)+xs}\,ds,}
ここでaは任意の正の実数で、積分経路が虚軸と並行で正の実軸と交差することを意味する。{\displaystyle \log }は自然対数である。
次の実数積分は上と等価である。
{\displaystyle p(x)={\frac {1}{\pi }}\int _{0}^{\infty }e^{-t\log(t)-xt}\sin(\pi t)\,dt.}
ランダウ分布の全てのものは、元の分布を特性関数を持つパラメータ{\displaystyle \alpha =1},{\displaystyle \beta =1}の安定分布の位置スケールのものに拡張することによって得られる。
{\displaystyle \varphi (t;\mu ,c)=\exp \left(it\mu -{\tfrac {2ict}{\pi }}\log |t|-c|t|\right)}
ここで {\displaystyle c\in (0,\infty )}、{\displaystyle \mu \in (-\infty ,\infty )} これが密度関数を与える
{\displaystyle p(x;\mu ,c)={\frac {1}{\pi c}}\int _{0}^{\infty }e^{-t}\cos \left(t\left({\frac {x-\mu }{c}}\right)+{\frac {2t}{\pi }}\log \left({\frac {t}{c}}\right)\right)\,dt,}
{\displaystyle p(x)}の元の形式は {\displaystyle \mu =0} で {\displaystyle c={\frac {\pi }{2}}}である。以下は{\displaystyle \mu =0} と {\displaystyle c=1}の場合の{\displaystyle p(x;\mu ,c)}の近似である。
{\displaystyle p(x)\approx {\frac {1}{\sqrt {2\pi }}}\exp \left(-{\frac {x+e^{-x}}{2}}\right).}

## 関連の分布
- {\displaystyle X\sim {\textrm {Landau}}(\mu ,c)\,}のとき{\displaystyle X+m\sim {\textrm {Landau}}(\mu +m,c)\,}.
- ランダウ分布は安定度パラメータ {\displaystyle \alpha }と歪度パラメータ {\displaystyle \beta }がともに1の安定分布である。